# The Combatribes
The Combatribes (ザ・コンバットライブス?) è un videogioco di tipo picchiaduro a scorrimento sviluppato e pubblicato nel 1990 dalla Technos Japan Corporation.
Dopo il grande successo avuto con Double Dragon, cinque mesi prima della pubblicazione di Double Dragon 3: The Rosetta Stone la Technos ha voluto riconfermarsi nei picchiaduro a scorrimento con un titolo che richiama il gameplay del vecchio Renegade: il risultato è un prodotto violento, dove ciò che rende il personaggio del giocatore competitivo contro orde di nemici non è più la sola tecnica nelle arti marziali ma anche lo strapotere fisico.

## Trama
La trama ufficiale del videogioco arcade non è mai stata definita, nonostante ciò si può intuire che la storyline vede come protagonisti tre vigilante intenti a liberare New York dalle gang criminali.
Nella sequenza finale del gioco i tre guerrieri se ne vanno e si dicono pronti a tornare a New York nel caso si ripresentasse la necessità di combattere il crimine, quindi una sorta di finale aperto ad un possibile sequel.
La più recente versione per Super Nintendo illustra (grazie anche ad un volantino promozionale a fumetto) una storia nella quale i tre vigilante sono in realtà dei cyborg membri della "Combatribe Cyborg Unit", creati per difendere i cittadini di New York dalle bande di criminali; inizialmente i cyborg erano quattro ma uno di essi, Martha Splatterhead, ha deciso di prendere la parte dei criminali per poter controllare la città tramite l'organizzazione "Ground Zero" (rinominata "Guilty Zero" nella versione per Nintendo Wii per evitare chiari riferimenti agli attentati dell'11 settembre 2001).

## Modalità di gioco
The Combatribes fa un passo indietro rispetto a Double Dragon così come lo ha fatto il coetaneo Double Dragon 3: The Rosetta Stone, e ripropone combattimenti simili a quelli di Renegade, ovvero senza un percorso da seguire con avversari appostati a tappe, ma con un unico spiazzo dove lottare e con nemici che vengono generati esternamente al campo visivo quando altri vengono eliminati dal giocatore.
Inoltre i personaggi selezionabili dal giocatore sono caratterizzati non tanto dall'utilizzo di particolari ed efficaci tecniche di combattimento di ispirazione orientale, bensì la stazza fisica ed atletica che è nettamente superiore a quella degli avversari, Boss di fine livello esclusi.
Si hanno a disposizione due pulsanti, uno per i pugni ed uno per i calci, ed un vasto set di mosse d'attacco, che però è perfettamente identico per ogni personaggio selezionabile se non per l'attacco in corsa (realizzabile premendo contemporaneamente entrambi i pulsanti), il colpo conclusivo nelle combo di pugni e di calci e il numero di rivoluzioni che si effettuano facendo roteare l'avversario tenendolo per le gambe.
È possibile afferrare l'avversario per il colletto e scaraventarlo contro gli altri avversari oppure effettuare un Body Slam, afferrare le teste di due nemici e scontrarle tra di loro, ma l'innovazione principale sono gli attacchi effettuabili con l'avversario a terra, che risultano essere i più efficaci: oltre alla già citata proiezione rotante dell'avversario dalle gambe si può fargli battere la testa sul suolo, colpirlo con calci oppure dalla distanza saltargli sopra a piedi pari.
Nello spazio di combattimento sono presenti degli oggetti di peso che si possono lanciare contro i nemici, nonché alcuni "buchi" come le gradinate di una metro dove è possibile scaraventare i rivali per eliminarli all'istante (boss esclusi).
In ogni livello sono presenti dei nemici deboli e disarmati che appaiono in tutti i livelli ed altri invece che sono caratteristici dello scenario e combattono armati, benché dopo pochi colpi possono perdere l'arma senza avere la possibilità di recuperarla.
I boss di fine livello sono competitivi in quanto alti e forti come il protagonista, iniziano il combattimento da armati e perdono l'arma dopo un certo numero di colpi; inoltre solo quando hanno ricevuto molti colpi e stanno per essere sconfitti cadono a terra per i colpi ricevuti, mentre inizialmente incassano gli attacchi restando in piedi.
Il giocatore ha una sola vita e l'energia è rappresentata da un valore numerico che viene decrementato ad ogni colpo subito; se si inserisce un credito nello slot del giocatore automaticamente il valore dell'energia verrà incrementato del numero corrispondente al valore di partenza di una partita.
I personaggi selezionabili sono tre e i livelli del gioco sono sei; il gioco è caratterizzato anche da sangue che esce con determinati attacchi inferti o subiti.
È tra i primi picchiaduro dove per ogni personaggio sono presenti sprite che lo rappresentano a terra sia da prono che da supino.

### Personaggi selezionabili
- Berserker

Lottatore biondo, vestito di blu, dal look ispirato da Rudolf Von Stroheim de "Le bizzarre avventure di JoJo".
È caratterizzato da un giusto equilibrio tra potenza e velocità.
Il suo caratteristico attacco in corsa si conclude con una ginocchiata in salto, la combo di pugni si conclude con un gancio e la combo di calci con una spazzata, mentre con la presa alle gambe dell'avversario effettua tre rotazioni prima di scagliarlo.
- Bullova

Energumeno di colore in veste gialla, il nome è anche quello di un'ascia da guerra indiana.
È il personaggio più potente e più lento dei tre.
La sua tipica mossa è un pugno in corsa, le combo di pugni e calci sono concluse rispettivamente con un montante e con un calcio a martello; è il personaggio che vanta il maggior numero di rivoluzioni con la presa rotante alle gambe, ben cinque.
- Blitz

Picchiatore con i capelli lunghi raccolti a coda e in divisa rossa, ricorda Steven Seagal.
La sua qualità principale è la velocità a scapito della potenza.
Il suo colpo in corsa è un calcio volante, mentre la combo di pugni termina con un gancio e quella di calci con un calcio volante in verticale; la presa alle gambe non dura molto, in quanto effettua solamente due rotazioni prima di lasciare le gambe del nemico.

### Livelli
- "I Motorcycle Nuclear Warheads"

Il primo livello è ambientato a Times Square e la gang da affrontare è una banda di motociclisti; nello scenario sono presenti delle moto custom che si possono sollevare e lanciare contro i nemici, nonché l'ingresso alla Metro dove poter scaraventare gli avversari per eliminarli direttamente.
I membri della gang sono dei bikers dei quali alcuni sono armati con un collo di bottiglia rotta ed altri con delle catene.
Il boss, Fats, è un uomo grasso in canotta e armato con un'asse di legno.
- "I Demon Clowns"

Lo scenario è un immaginario luna park chiamato "Technos Land", situato su Coney Island; inizia dal piano terra e si sviluppa sulla scalinata che porta dinanzi all'enorme insegna luminosa del parco giochi; al piano terra si possono trovare dei go kart, utilizzabili come armi da lancio.
La banda rivale è formata da clown di due tipi: uno dal fisico asciutto, esteticamente ispirato da Joker di Batman e armato con un bastone da passeggio, l'altro invece è il classico pagliaccio con cerone bianco e naso rosso, grasso e armato con dei birilli; il clown grasso è il primo avversario che si affronta in grado di liberarsi dalle prese del giocatore.
Il boss di fine livello è Salamander, un circense mongolo chiaramente ispirato da Karnov della rivale Data East; è armato con una torcia che gli permette di soffiare fuoco (più subisce colpi e minore è la gittata della fiamma), può attaccare con dei calci volanti in rotazione ed è in grado di contrattaccare da terra.
- "I Slash Skate Screamers"

Il livello si svolge in una discoteca su due piani, adornata da alcuni flipper utilizzabili contro i nemici; su un megaschermo sullo sfondo appare una pubblicità del gioco Block Out, altro prodotto della Technos.
La gang rivale è formata da giocatori di hockey su pista con tanto di bastone e pattini a rotelle.
A fine livello si affronta Thrash, un punkabbestia armato con un gigantesco martello, curiosamente molto simile al boss del primo livello di Crime Fighters della Konami.
- "I Stadium Barbarians"

Il livello è su un unico scenario, ovvero gli spalti di uno stadio di Baseball.
I nemici inerenti allo scenario sono degli hooligan, alcuni rasati a zero e armati con delle chiavi inglesi, altri con i capelli a cresta ed un coltello da combattimento; questi ultimi sono in grado di contrattaccare alle prese del giocatore.
Il nemico finale, Tomahawk, è un nativo americano in tenuta etnica da guerra e armato con l'omonima ascia da guerra.
- "I Slaughter Troops"

Il protagonista si trova nel quartier generale del principale boss del crimine della città, un edificio militarizzato su più piani dove si dovrà inseguire il malvagio capo.
In questo livello si affrontano dei paramilitari armati con un mitragliatore oppure con un coltello.
Il boss del livello è Swastika (nome cambiato in M. Blaster nella versione occidentale per evitare ovvie allusioni al nazismo), un cyborg militare ed ex colonnello della terza divisione; il suo corpo cibernetico gli permette di effettuare grandi balzi grazie ai reattori sui piedi e nelle braccia ha incorporati un fucile ed una grossa lama.
- "La battaglia finale"

Il livello finale è ambientato in un porto (probabilmente indica un tentativo disperato di fuga da parte del boss della mala in questione) e ricorda quelli conclusivi di vari picchiaduro a scorrimento della Konami o della Data East, ovvero si affrontano nuovamente tutti i boss dei precedenti livelli, accompagnati da avversari tipici dei livelli ai quali appartenevano.
Una volta messo il capo del crimine con le spalle al muro questi viene ucciso da Martha Splatterhead, una donna cyborg in grado di duplicarsi (se si gioca in tre essa si triplicherà) e di attaccare con l'elettricità, che rappresenta l'ultimo avversario del gioco.

## Versione per Super Nintendo
Il porting per Super Nintendo è stato pubblicato nel 1992 e presenta varie differenze rispetto alla versione originale coin-op:
- è presente una trama con tanto di sequenze narrative presenti anche prima e dopo i duelli contro i boss di fine livello
- l'energia del protagonista è rappresentata da una barra colorata
- non ci sono oggetti da sollevare e lanciare
- sono assenti i militari armati di coltello del quinto livello
- i motociclisti del primo livello armati con una bottiglia rotta non perdono tale arma pur avendo subito diversi colpi
- Salamander mantiene invariata l'estensione della fiamma dalla propria torcia pur avendo perso energia
- non c'è la possibilità di sollevare il nemico e camminare trasportandolo, come anche manca la possibilità di calciare il nemico a terra
- il boss del crimine che si insegue nella versione arcade è del tutto assente nella versione per Super NES
- la rivincita di tutti i boss dei precedenti livelli avviene all'inizio del quinto livello, ancor prima di affrontare i Slaughter Troops, di conseguenza il sesto livello prevede solamente la sfida contro Martha Splatterhead (una sola se si gioca come singolo giocatore) sul tetto di un grattacielo
- è presente una versione del gioco "Versus" dove si lotta uno contro uno utilizzando tecniche speciali simili a quelle presenti nei picchiaduro versus come Street Fighter; è possibile utilizzare anche i boss di fine livello utilizzando apposite password per sbloccarli, fornite al termine dei vari livelli nella modalità normale del gioco
- la versione per console è censurata: il sangue non è presente in vari colpi

## Curiosità
- Nel volantino promozionale del gioco arcade Bullova e Blitz hanno i colori della divisa invertiti rispetto a come appaiono nel gioco.
- La Pony Canyon / Scitron il 21 giugno 1991 pubblicò la colonna sonora in edizione limitata nell'album "Double Dragon 3, The Combatribes".